# سیارون براون
سیارون براون (انگلیسی: Ciaron Brown؛ زادهٔ ۱۴ ژانویهٔ ۱۹۹۸) بازیکن فوتبال اهل ایرلند شمالی است.
از باشگاه‌هایی که در آن بازی کرده‌است می‌توان به باشگاه فوتبال ویلدستون اشاره کرد.
وی همچنین در تیم‌های ملی فوتبال زیر ۲۱ سال ایرلند شمالی و ایرلند شمالی بازی کرده‌است.